# Arena Taoyuan
La Arena Taoyuan (en chino: 桃園縣立體育館) es una arena localizada en la ciudad de Taoyuan, Condado de Taoyuan, en la isla y nación de Taiwán (República de China). La capacidad del estadio le permite recibir hasta 15 000 espectadores y fue inaugurado en 1993. Se utiliza para albergar eventos deportivos bajo techo, como el baloncesto y el voleibol.